# Şehzade Mehmed Cemaleddin
Şehzade Mehmed Cemaleddin Efendi (turco ottomano: شهزادہ محمد جمال الدین; Istanbul, 1º marzo 1891 – Beirut, 18 novembre 1947) è stato un principe ottomano, figlio di Şehzade Mahmud Celaleddin e nipote del sultano Abdülaziz.

## Origini
Şehzade Mehmed Cemaleddin nacque il 1 marzo 1891 a Istanbul, nel Palazzo Yıldız. Suo padre era Şehzade Mahmud Celaleddin, figlio del sultano ottomano Abdülaziz. Sua madre era la sua consorte Fatma Ruyinaz Hanım. Era l'unico figlio dei suoi genitori. Suo padre morì quando aveva otto anni.
Cemaleddin venne circonciso nel 1899, insieme a Şehzade Abdurrahim Hayri, figlio di Abdülhamid II; e Şehzade Mehmed Abdülhalim, figlio di Şehzade Selim Süleyman e nipote di Abdülmecid I. 

## Carriera militare
Prima della prima guerra mondiale Cemaleddin servì nell'esercito ottomano contro gli inglesi in Libia ed Egitto.
Durante la prima guerra mondiale servì, fra gli altri, durante la campagna di Gallipoli e prese parte allo Sbarco a Capo Helles nel 1915. Lì si ammalò e venne congedato.
Venne nominato Comandante dei campi di addestramento della 3ª Armata, ruolo che ricoprì per due anni.
Nel marzo 1918 venne siglato il Trattato di Brest-Litovsk, con cui Batumi venne data all'Impero ottomano e occupata nell'aprile 1918. Cemaleddin servì lì sotto il comando di Wehib Pascià, che ne parlò nelle sue memorie in maniera estremamente positiva.
Dopo l'armistizio viaggiò in Rumelia e lungo le coste del Mar Nero in qualità di capo del Comitato consultivo. Ebbe un ruolo nella repressione della Rivolta di Ahmet Anzavur. Il comandante Kâzım Karabekir lo descrisse come un idealista che non amava il corpo degli ufficiali.
Dopodiché, nel 1918, servì come aiutante di campo onorario del sultano.
Cemaleddin era popolare fra l'esercito e il popolo per la sua gentilezza e onestà in un momento in cui il sultanato era invece estremamente instabile. Per questo, non venne accettata la sua richiesta di servire in Anatolia, dove erano scoppiati disordini. Alla fine del 1919 si pensò di nominarlo reggente dell'Impero, con lo sceicco Sünûsî come Shaykh al-Islām, ma i progetti vennero abbandonati dopo aver ricevuto il rapporto di Kâzım Karabekir su di lui. 

## Esilio e morte
Nel 1924 la dinastia ottomana venne esiliata. Cemaleddin, sua madre, sua moglie e i loro due figli si trasferirono a Beirut, in Libano, dove morì il 18 novembre 1947 e venne sepolto. 

## Famiglia
Cemaleddin aveva una sola moglie:
- Cemile Destaviz Hanim. Nata il 13 agosto 1895 a Batumi. Si sposarono il 2 marzo 1913 a Palazzo Ortaköy. Da lei ebbe due figli:
  - Şehzade Mahmud Hüsameddin (1 novembre 1916 - 7 agosto 1966). Nato a Palazzo Ortaköy, morto a Beirut. Non si sposò né ebbe figli.
  - Şehzade Süleyman Saadeddin (20 novembre 1917 - 8 maggio 1995). Nato a Palazzo Ortaköy, morto in Arabia Saudita. Il 1 aprile 1956, a Beirut, sposò Lamia Baba Saoui (nata nel 1930 a Beirut). Da lei ebbe un figlio e due figlie:
    - Sultanzade Orhan Sleiman Saadeddin (16 luglio 1959, Beirut). Il 29 dicembre 2003, a Cipro, ha sposato Rita Eid.
    - Perihan Sleiman Saadeddin Hanımsultan (2 ottobre 1963, Beirut)
    - Gülhan Sleiman Saadeddin Hanımsultan (30 gennaio 1968, Beirut)

## Onorificenze
Cemaleddin venne insignito delle seguenti onorificenze:
- Ordine della Gloria, ingioiellato
- Ordine di distinzione, ingioiellato
- Ordine di Osmanieh, ingioiellato
- Ordine dei Medjidie, ingioiellato
- Medaglia di guerra di Liakat
- Medaglia della Marina, oro
- Medaglia di guerra Liakat, oro
- Medaglia di guerra greca